# Apple TV (hardware)
De Apple TV is een digitalemediaontvanger die ontwikkeld en verkocht wordt door het Amerikaanse bedrijf Apple.
Het kleine apparaat kan digitale inhoud van de iTunes Store, Netflix, YouTube, Flickr, iCloud, MLB.tv, NBA League Pass, NHL, GameCenter of iedere computer die het programma iTunes draait afspelen op een televisie. Sommige van deze diensten zijn niet in elk land beschikbaar.

## Geschiedenis
Op 12 september 2006 werd de eerste generatie Apple TV, toen nog iTV genoemd, aangekondigd in San Francisco als een product dat nog in ontwikkeling is. Steve Jobs liet een aangepaste Front Row interface zien die te bedienen was met de Apple Remote. Experts beschreven het apparaat als een "kleine Mac Mini". Jobs meldde op 9 januari 2007 op de Macworld Conference & Expo dat het bedrijf begon met het aannemen van vooruitbestellingen voor het apparaat. De naam iTV was bedacht om in lijn te blijven met de iMac, iPhone en de iPad. Maar omdat een Britse televisiemaatschappij de naam al gebruikte, werd er later voor gekozen om de naam Apple TV te gebruiken. De Apple TV werd vervolgens op 21 maart 2007 uitgebracht. De Apple TV zou in eerste instantie in februari 2007 in Nederland geïntroduceerd worden, tegen de prijs van € 299. De introductie werd uitgesteld tot medio maart 2007, nog steeds voor dezelfde prijs. Apple lanceerde later op 31 mei een 160 GB model. Het 40 GB model werd van de markt gehaald op 13 september 2009.
Op de editie 2008 van de Macworld Conference & Expo kondigde Apple een grote en gratis software-upgrade aan voor de Apple TV, genaamd "Take Two". Deze maakte van de Apple TV een losstaand apparaat, een computer met iTunes was niet meer nodig. Steve zei "dat de Apple TV in eerste instantie werd ontworpen als een accessoire van iTunes en je computer. Maar dit wilden de mensen niet, ze willen films, films en films." De update voegde mogelijkheden toe om direct films te kopen en te huren op het apparaat, ook kon men nu foto's streamen van MobileMe en Flickr naar de Apple TV.
De tweede generatie Apple TV werd aangekondigd op 1 september 2010. Het apparaat is fors kleiner geworden, en heeft geen harde schijf meer. Verder ondersteunt het draadloze 802.11n netwerken en 720p HD bestanden. Overigens worden de kabels om de Apple TV te koppelen aan de televisie niet meegeleverd. Dit model kwam op 5 oktober 2011 uit in Nederland, voor de prijs van 119 euro. Een paar dagen voordat de nieuwe generatie in de Nederlandse winkel kwam, was dit model tijdelijk verkrijgbaar voor 89 euro.
Op 7 maart 2012 werd de derde generatie aangekondigd van de Apple TV. Het apparaat beschikt nu over 512 MB RAM-geheugen in plaats van 256 MB. Nieuwe functies zijn onder andere 1080p HD-bestanden afspelen van iTunes en Netflix en een nieuwe menu-indeling.
Een tweede revisie van de derde generatie werd op 8 maart 2013 uitgebracht: Deze bevat een herontworpen Apple A5-chip. Op 5 oktober 2016 werd de verkoop van de derde generatie Apple TV gestaakt.
Op 9 september 2015 kondigde Apple de vierde generatie Apple TV aan. Dit is de grootste update sinds de tweede generatie Apple TV. De twee grootste vernieuwingen zijn de nieuwe aanraakgevoelige afstandsbediening en de mogelijkheid om apps te installeren op de Apple TV. Apple CEO Tim Cook vertelde bij de aankondiging dan ook: "De toekomst van tv is apps". De nieuwe Apple TV draait op een nieuw besturingssysteem, tvOS, waar ook externe ontwikkelaars apps voor kunnen ontwikkelen. Games moeten verplicht speelbaar zijn met de nieuwe afstandsbediening, genaamd Siri Remote. In Nederland heette deze afstandsbediening aanvankelijk Apple TV Remote, omdat de spraakcommando's via Siri eerst nog niet beschikbaar waren in het Nederlands. In 2016 kwam Siri middels een software-update ook in Nederland beschikbaar. De Apple TV 4 is te bedienen door gesproken commando's te geven, om bijvoorbeeld enkele seconden vooruit of achteruit te springen en om films van een bepaald genre te zoeken. Ook kan men andere commando's geven via Siri op de Apple TV. Zo kan men muziek laten afspelen of met HomeKit de lichten in het huis dimmen. Ook kan men Siri vragen stellen, zoals voetbaluitslagen of de weersvoorspelling.
Op 12 september 2017 is de vijfde generatie Apple TV aangekondigd. De belangrijkste verandering is de mogelijkheid 4K en HDR weer te geven. De Apple TV 4k draait op de A10X chipset, biedt HDR10 en Dolby Vision ondersteuning. Dankzij de tv-app is het mogelijk om live tv te kijken, hiervoor is ondersteuning vanuit de provider nodig, ondersteuning die in Nederland nog niet beschikbaar is. Ook is Airplay2 beschikbaar, dat het mogelijk maakt meerdere Airplay2 speakers te koppelen om zodoende een surround opstelling te realiseren. De Apple TV is beschikbaar in 32 en 64Gb uitvoering.
Op 21 april 2021 werd de tweede generatie Apple TV 4K aangekondigd. De belangrijkste verbeteringen zijn een nieuwe Siri Remote en de A12-chipset. Dankzij de nieuwe processor is ook een hogere framerate mogelijk. Voorheen kon de gebruiker op de Apple TV 4K 2017 content in HDR (Dolby Vision) op 30 fps afspelen. Dit is nu verhoogd naar 60 fps. Dit betekent dat video's die met een iPhone 12 gemaakt zijn in Dolby Vision 4K/60 fps meteen op de Apple TV afgespeeld kunnen worden in de best mogelijke kwaliteit. Het biedt ook meer opties om te streamen. Ook is HDMI 2.1 toegevoegd. Dit brengt hogere datasnelheden met zich mee, van 18 Gbps naar 48 Gbps. Ondersteuning voor wifi 6 en de nieuwe netwerktechnologie Thread is ook aanwezig, net zoals de Apple A12-chipset. De Apple TV 4K 2021 is te verkrijgen met 32 en 64 GB opslag. Ook zal de Apple TV HD (4de generatie) vanaf dan verkocht worden met de nieuwe Apple TV-remote.
Op 18 oktober 2022 werd de derde generatie Apple TV 4K aangekondigd. De grootste verbetering is het gebruik van de A15 chipset, i.p.v de A12 chipset bij het vorige model. De Apple TV is verkrijgbaar in een 64 GB en 128 GB uitvoering. Waar voorheen alle modellen een ethernet aansluiting hadden, is deze alleen beschikbaar bij het 128GB model. Sinds dit moment heeft Apple ook de verkoop van de Apple TV HD en 4K (2de generatie) gestaakt.

## Specificaties
| Modellen                          | Eerste generatie                                                                              | Tweede generatie                                                               | Derde generatie                                                                | Derde generatie                                                                | Apple TV HD (Voorheen vierde generatie)                                          | Apple TV 4K (1ste generatie)             | Apple TV 4K (2de generatie)                                      | Apple TV 4K (3de generatie)                                                       |  |
| --------------------------------- | --------------------------------------------------------------------------------------------- | ------------------------------------------------------------------------------ | ------------------------------------------------------------------------------ | ------------------------------------------------------------------------------ | -------------------------------------------------------------------------------- | ---------------------------------------- | ---------------------------------------------------------------- | --------------------------------------------------------------------------------- |  |
| Modelnummer                       | A1218                                                                                         | A1378                                                                          | A1427                                                                          | A1469                                                                          | A1625                                                                            | A1842                                    | A2169 (32 GB model) MXH02 (64 GB model)                          |                                                                                   |  |
| Verkrijgbaar sinds                | Verenigde Staten: 8 januari 2007 Nederland: maart 2007                                        | Verenigde Staten: 1 september 2010 Nederland: 5 oktober 2011                   | Verenigde Staten: 7 maart 2012 Nederland: 16 maart 2012                        | 8 maart 2013                                                                   | 30 oktober 2015                                                                  | 21 september 2017                        | 21 april 2021                                                    | 4 november 2022                                                                   |  |
| Productie gestaakt op             | 1 september 2010                                                                              | 7 maart 2012                                                                   | 8 maart 2013                                                                   | 5 oktober 2016                                                                 | 64 GB: 12 september 2017 32 GB: 18 oktober 2022                                  | 21 april 2021                            | 18 oktober 2022                                                  | Nog in productie                                                                  |  |
| Processor                         | 1 GHz Intel "Crofton" Pentium M                                                               | Apple A4 (ARM Cortex-A8)                                                       | Apple A5 (Single core ARM Cortex-A9)                                           | Apple A5 (Single core ARM Cortex-A9, opnieuw ontworpen)                        | Apple A8 (64-bit)                                                                | Apple A10x (64-bit)                      | Apple A12 (64-bit)                                               | Apple A15 (64-bit)                                                                |  |
| Grafische kaart                   | Nvidia GeForce Go 7300 met 64 MB virtueel geheugen                                            | Apple A4 (PowerVR SGX535)                                                      | Apple A5 (PowerVR SGX543MP2)                                                   | Apple A5 (PowerVR SGX543MP2)                                                   | Apple A8 (64-bit)                                                                | Apple A10x (64-bit)                      | Apple A12 (64-bit)                                               | Apple A15 (64-bit)                                                                |  |
| RAM-geheugen                      | 256 MB                                                                                        | 256 MB                                                                         | 512 MB                                                                         | 512 MB                                                                         | 2 GB                                                                             | 3 GB                                     | 3 GB                                                             | 4 GB                                                                              |  |
| Opslagruimte                      | 40 of 160 GB hardeschijf                                                                      | 8 GB NAND Flash geheugen voor cache                                            | 8 GB NAND Flash geheugen voor cache                                            | 8 GB NAND Flash geheugen voor cache                                            | 32 of 64 GB NAND Flash                                                           | 32 of 64 GB NAND Flash                   | 32 of 64 GB NAND Flash                                           | 64 of 128 GB NAND Flash                                                           |  |
| Connectiviteit                    | USB 2.0 (voor ondersteuning en diagnose), infrarood ontvanger, HDMI, component video, S/P-DIF | Micro-USB (voor ondersteuning en diagnose), HDMI, infrarood ontvanger, S/P-DIF | Micro-USB (voor ondersteuning en diagnose), HDMI, infrarood ontvanger, S/P-DIF | Micro-USB (voor ondersteuning en diagnose), HDMI, infrarood ontvanger, S/P-DIF | USB-C (voor ondersteuning en diagnose), HDMI, infrarood ontvanger, Bluetooth 4.0 | HDMI, infrarood ontvanger, Bluetooth 5.0 | HDMI, infrarood ontvanger, Bluetooth 5.0                         | HDMI, infrarood ontvanger, Bluetooth 5.0                                          |  |
| Netwerk                           | Wi-Fi 3 (802.11b/g en draft-n), 10/100Mbps Ethernet                                           | Wi-Fi 4 (802.11a/b/g/n), 10/100Mbps Ethernet                                   | Wi-Fi 4 (802.11a/b/g/n), 10/100Mbps Ethernet                                   | Wi-Fi 4 (802.11a/b/g/n), 10/100Mbps Ethernet                                   | Wi-Fi 5 (802.11a/b/g/n/ac) met MIMO                                              | Wi-Fi 5 (802.11a/b/g/n/ac) met MIMO      | Wi-Fi 6 2x2 MIMO (802.11a/b/g/n/ac/ax) + Thread + 1Gbps Ethernet | Wi-Fi 6 2x2 MIMO (802.11a/b/g/n/ac/ax) + Thread* + 1Gbps Ethernet*(*128 GB model) |  |
| Video-aansluitingen               | 720p, 60/50 Hz (NTSC/PAL) 576p, 50 Hz (PAL)                                                   | 720p, 60/50 Hz (NTSC/PAL) 576p, 50 Hz (PAL)                                    | 720p / 1080p, 60/50 Hz (NTSC/PAL) 576p, 50 Hz (PAL)                            | 720p / 1080p, 60/50 Hz (NTSC/PAL) 576p, 50 Hz (PAL)                            | 720p / 1080p, 60/50 Hz (NTSC/PAL) 576p, 50 Hz (PAL)                              | 2160p, 1080p, 720p, 576p, 480p via HDMI  | 2160p, 1080p, 720p, 576p, 480p via HDMI                          | 2160p, 1080p, 720p, 576p, 480p via HDMI                                           |  |
| Video-aansluitingen               | SDR                                                                                           | SDR                                                                            | SDR                                                                            | SDR                                                                            | SDR                                                                              | SDR, HDR10, Dolby Vision                 | SDR, HDR10, Dolby Vision                                         | SDR, HDR10+, Dolby Vision                                                         |  |
| Audio                             | S/P-DIF, HDMI, RCA analoge stereo audio                                                       | S/P-DIF, HDMI                                                                  | S/P-DIF, HDMI                                                                  | S/P-DIF, HDMI                                                                  | HDMI 2.0                                                                         | HDMI 2.0                                 | HDMI 2.1                                                         | HDMI 2.1                                                                          |  |
| Stroomvoorziening                 | Ingebouwde universele voeding van 48W                                                         | Ingebouwde voeding van 6W                                                      | Ingebouwde voeding van 6W                                                      | Ingebouwde voeding van 6W                                                      | Ingebouwde voeding van 11W                                                       | Ingebouwde voeding van 13W               | Ingebouwde voeding van 13W                                       |                                                                                   |  |
| Afmetingen                        | 200 mm × 200 mm × 28 mm                                                                       | 99 mm × 99 mm × 23 mm                                                          | 99 mm × 99 mm × 23 mm                                                          | 99 mm × 99 mm × 23 mm                                                          | 98 mm × 98 mm × 35 mm                                                            | 98 mm × 98 mm × 35 mm                    | 98 mm × 98 mm × 35 mm                                            | 30 mm × 93 mm                                                                     |  |
| Gewicht                           | 1.1 kg                                                                                        | 270 gram                                                                       | 270 gram                                                                       | 270 gram                                                                       | 430 gram                                                                         | 430 gram                                 | 430 gram                                                         | 210 gram                                                                          |  |
| Oorspronkelijke besturingssysteem | Apple TV Software 1.0 (Gebaseerd op Mac OS X 10.4 Tiger)                                      | Apple TV Software 4.0 (Gebaseerd op iOS 4.1)                                   | Apple TV Software 5.0 (Gebaseerd op iOS 5.1)                                   | Apple TV Software 5.2 (Gebaseerd op iOS 6.1)                                   | tvOS 9.0 (Gebaseerd op iOS 9)                                                    | tvOS 11.0 (Gebaseerd op iOS 11)          | tvOS 14.5 (Gebaseerd op iOS 14.5)                                | tvOS 16.1 (Gebaseerd op iOS 16.1)                                                 |  |